# Pałac Szaniawskich w Warszawie
Pałac Szaniawskich – pałac znajdujący się przy ulicy Miodowej 8 w Warszawie.

## Opis
Na początku XVIII wieku na tej posesji pod numerem hipotecznym 481, należącej do podkomorzego liwskiego – Szaniawskiego, wybudowano pałac. W 1743 jego właścicielem na drodze spadku został Józefat Szaniawski. Od 1770 budynek należał do Konstantego Felicjana Szaniawskiego. Przebudowany w 1782 roku według projektu Stanisława Zawadzkiego. Później pałac należał do rodziny Ostrowskich. Rodzina ta zleciła w 1812 architektowi Fryderykowi Albertowi Lesselowi przebudowę pałacu w stylu klasycystycznym.
W wieku XIX kilkakrotnie zmieniali się właściciele budynku. Wtedy też stał się kamienicą czynszową. Od 1844 właścicielem był Julian Kuzniecow, później rodzina Drac, a następnie Weinsteinów. W latach 1832–1897 w pałacu miała swoją siedzibę księgarnia i skład nut Gustawa Sennewalda.
Podczas II wojny światowej pałac został zniszczony. Odbudowano go w 1950 według projektu Borysa Zinserlinga w stylu klasycystycznym.
W 1965 pałac został wpisany do rejestru zabytków.
W 2022 w pałacu (połączonym z sąsiednim pałacem Branickich) został otwarty 5-gwiazdkowy hotel Verte z 94 pokojami, pierwszy w Polsce pod marką Autograph Collection.